# Alcidion umbraticum
Alcidion umbraticum là một loài bọ cánh cứng trong họ Cerambycidae, và là loài duy nhất trong chi Alcidion. Loài này được mô tả bởi Jacqueline du Val vào năm 1857.